# Sindaci di Prato
Di seguito l'elenco cronologico dei sindaci di Prato e delle altre figure apicali equivalenti che si sono succedute nel corso della storia.

## Regno d'Italia (1861-1946)
| Gonfalonieri nominati dal governo (1861-1865)                      | Gonfalonieri nominati dal governo (1861-1865) | Gonfalonieri nominati dal governo (1861-1865) | Gonfalonieri nominati dal governo (1861-1865) | Gonfalonieri nominati dal governo (1861-1865) | Gonfalonieri nominati dal governo (1861-1865) |
| Nominativo                                                         | Nominativo                                    | Partito                                       | Partito                                       | Mandato                                       | Mandato                                       |
| Nominativo                                                         | Nominativo                                    | Partito                                       | Partito                                       | Inizio                                        | Fine                                          |
| ------------------------------------------------------------------ | --------------------------------------------- | --------------------------------------------- | --------------------------------------------- | --------------------------------------------- | --------------------------------------------- |
|                                                                    | Giovanni Davini                               | ?                                             | ?                                             | 1861                                          | 1862                                          |
|                                                                    | Enrico Nencini                                | ?                                             | ?                                             | 1863                                          | 1864                                          |
|                                                                    | Giovanni Ciardi                               | ?                                             | ?                                             | 1864                                          | 1865                                          |
| Sindaci nominati dal governo (1865-1889)                           |                                               |                                               |                                               |                                               |                                               |
| Nominativo                                                         | Nominativo                                    | Partito                                       | Partito                                       | Mandato                                       | Mandato                                       |
| Nominativo                                                         | Nominativo                                    | Partito                                       | Partito                                       | Inizio                                        | Fine                                          |
|                                                                    | Antonio Lazzerini                             | ?                                             | ?                                             | 1866                                          | 1867                                          |
|                                                                    | Gaetano Guasti                                | ?                                             | ?                                             | 1868                                          | 1872                                          |
|                                                                    | Guglielmo Pazzi                               | ?                                             | ?                                             | 1873                                          | 1874                                          |
|                                                                    | Giuseppe Bacci                                | ?                                             | ?                                             | 1875                                          | 1877                                          |
|                                                                    | Gaetano Guasti                                | ?                                             | ?                                             | 1879                                          | 1880                                          |
|                                                                    | Giuseppe Bacci                                | ?                                             | ?                                             | 1881                                          | 1886                                          |
|                                                                    | Giovanbattista Leonetti                       | ?                                             | ?                                             | 1887                                          | 1889                                          |
| Sindaci eletti dal Consiglio comunale (1889-1926)                  |                                               |                                               |                                               |                                               |                                               |
| Nominativo                                                         | Nominativo                                    | Partito                                       | Partito                                       | Mandato                                       | Mandato                                       |
| Nominativo                                                         | Nominativo                                    | Partito                                       | Partito                                       | Inizio                                        | Fine                                          |
|                                                                    | Giuseppe Salvi Cristiani                      | ?                                             | ?                                             | 1890                                          | ?                                             |
|                                                                    | Antonio Noris (Commissario straordinario)     | –                                             | –                                             | 1898                                          | 1899                                          |
|                                                                    | Eugenio Niccolini                             | ?                                             | ?                                             | 1899                                          | 1900                                          |
|                                                                    | Raimondo Targetti                             | ?                                             | ?                                             | 1900                                          | 1901                                          |
|                                                                    | Banco Tanini                                  | ?                                             | ?                                             | 1901                                          | 1905                                          |
|                                                                    | Luigi Salvi Cristiani                         | ?                                             | ?                                             | 1908                                          | 1909                                          |
|                                                                    | Giovanni Valle (Commissario regio)            | –                                             | –                                             | 1911                                          | 1912                                          |
|                                                                    | Ferdinando Targetti                           | ?                                             | ?                                             | 1912                                          | 1914                                          |
|                                                                    | Alfredo Guarducci                             | ?                                             | ?                                             | 1914                                          | 1919                                          |
|                                                                    | Masaniello Roversi (Commissario regio)        | –                                             | –                                             | 1919                                          | 1920                                          |
|                                                                    | Giocondo Papi                                 | ?                                             | ?                                             | 1920                                          | 1922                                          |
|                                                                    | Giovanni Municchi (Commissario prefettizio)   | –                                             | –                                             | 1922                                          | 1923                                          |
|                                                                    | Tito Cesare Canovai                           | ?                                             | ?                                             | 1923                                          | 1926                                          |
| Podestà nominati dal governo (1927-1944)                           |                                               |                                               |                                               |                                               |                                               |
| Nominativo                                                         | Nominativo                                    | Partito                                       | Partito                                       | Mandato                                       | Mandato                                       |
| Nominativo                                                         | Nominativo                                    | Partito                                       | Partito                                       | Inizio                                        | Fine                                          |
|                                                                    | Tito Cesare Canovai                           |                                               | Partito Nazionale Fascista                    | 1927                                          | 1928                                          |
|                                                                    | Alfredo Guarducci                             |                                               | Partito Nazionale Fascista                    | 1928                                          | 1930                                          |
|                                                                    | Diego Sanesi                                  |                                               | Partito Nazionale Fascista                    | 1930                                          | 1934                                          |
|                                                                    | Giuseppe Rigoli                               |                                               | Partito Nazionale Fascista                    | 1934                                          | 1938                                          |
|                                                                    | Plutarco Bardazzi                             |                                               | Partito Nazionale Fascista                    | 1938                                          | 1941                                          |
|                                                                    | Pietro Zipoli                                 |                                               | Partito Nazionale Fascista                    | 1941                                          | 1943                                          |
|                                                                    | Oreste D'Avanzo (Commissario prefettizio)     | –                                             | –                                             | 1943                                          | 1944                                          |
|                                                                    | Tommaso Fracassini (Commissario prefettizio)  | –                                             | –                                             | 1944                                          | 1944                                          |
|                                                                    | Rosario Ardizzone (Commissario prefettizio)   | –                                             | –                                             | 1944                                          | 1944                                          |
| Sindaci nominati dal Comitato di Liberazione Nazionale (1944-1946) |                                               |                                               |                                               |                                               |                                               |
| Nominativo                                                         | Nominativo                                    | Partito                                       | Partito                                       | Mandato                                       | Mandato                                       |
| Nominativo                                                         | Nominativo                                    | Partito                                       | Partito                                       | Inizio                                        | Fine                                          |
|                                                                    | Dino Saccenti                                 |                                               | Partito Comunista Italiano                    | 1944                                          | 1946                                          |

## Repubblica Italiana (dal 1946)
|                                                      | Alfredo Menichetti                           |                         | Partito Comunista Italiano                                        | Partito Comunista Italiano                                        | Partito Comunista Italiano                                        | 1946           | 1948           | Elezione 1946 |
|                                                      | Roberto Giovannini                           |                         | Partito Comunista Italiano                                        | Partito Comunista Italiano                                        | Partito Comunista Italiano                                        | 1948           | 1951           | Elezione 1948 |
| 1951                                                 | Roberto Giovannini                           | 1956                    | Partito Comunista Italiano                                        | Partito Comunista Italiano                                        | Partito Comunista Italiano                                        | Elezione 1951  |                |               |
| 1956                                                 | Roberto Giovannini                           | 1960                    | Partito Comunista Italiano                                        | Partito Comunista Italiano                                        | Partito Comunista Italiano                                        | Elezione 1956  |                |               |
| 1960                                                 | Roberto Giovannini                           | 1965                    | Partito Comunista Italiano                                        | Partito Comunista Italiano                                        | Partito Comunista Italiano                                        | Elezione 1960  |                |               |
|                                                      | Giorgio Vestri                               |                         | Partito Comunista Italiano                                        | Partito Comunista Italiano                                        | Partito Comunista Italiano                                        | 1965           | 1970           | Elezione 1964 |
| 1970                                                 | Giorgio Vestri                               | 1975                    | Partito Comunista Italiano                                        | Partito Comunista Italiano                                        | Partito Comunista Italiano                                        | Elezione 1970  |                |               |
|                                                      | Goffredo Lohengrin Landini                   |                         | Partito Comunista Italiano                                        | Partito Comunista Italiano                                        | Partito Comunista Italiano                                        | 1975           | 1980           | Elezione 1975 |
| 1980                                                 | Goffredo Lohengrin Landini                   | 1985                    | Partito Comunista Italiano                                        | Partito Comunista Italiano                                        | Partito Comunista Italiano                                        | Elezione 1980  |                |               |
|                                                      | Alessandro Lucarini                          |                         | Partito Comunista Italiano                                        | Partito Comunista Italiano                                        | Partito Comunista Italiano                                        | 1985           | 2 giugno 1989  | Elezione 1985 |
|                                                      | Claudio Martini                              |                         | Partito Comunista Italiano poi Partito Democratico della Sinistra | Partito Comunista Italiano poi Partito Democratico della Sinistra | Partito Comunista Italiano poi Partito Democratico della Sinistra | 2 giugno 1989  | 26 luglio 1990 | Elezione 1985 |
| 30 luglio 1990                                       | Claudio Martini                              | 24 aprile 1995          | Partito Comunista Italiano poi Partito Democratico della Sinistra | Partito Comunista Italiano poi Partito Democratico della Sinistra | Partito Comunista Italiano poi Partito Democratico della Sinistra | Elezione 1990  |                |               |
| Sindaci eletti direttamente dai cittadini (dal 1995) |                                              |                         |                                                                   |                                                                   |                                                                   |                |                |               |
| Nominativo                                           | Nominativo                                   | Partito                 | Partito                                                           | Coalizione                                                        | Coalizione                                                        | Mandato        | Mandato        | Elezione      |
| Nominativo                                           | Nominativo                                   | Partito                 | Partito                                                           | Coalizione                                                        | Coalizione                                                        | Inizio         | Fine           | Elezione      |
|                                                      | Fabrizio Mattei                              |                         | Partito Democratico della Sinistra poi Democratici di Sinistra    |                                                                   | PDS-PPI-Dem-FdV                                                   | 24 aprile 1995 | 14 giugno 1999 | Elezione 1995 |
|                                                      | Fabrizio Mattei                              | DS-PPI-Dem-PdCI-SDI-FdV | Partito Democratico della Sinistra poi Democratici di Sinistra    | 14 giugno 1999                                                    | 14 giugno 2004                                                    | Elezione 1999  |                |               |
|                                                      | Marco Romagnoli                              |                         | Democratici di Sinistra                                           |                                                                   | DS-DL-IdV-PdCI-SDI-FdV-UDEUR                                      | 14 giugno 2004 | 24 giugno 2009 | Elezione 2004 |
|                                                      | Roberto Cenni                                |                         | Il Popolo della Libertà poi Forza Italia                          |                                                                   | PdL/FI-LN-UdC                                                     | 24 giugno 2009 | 28 maggio 2014 | Elezione 2009 |
|                                                      | Matteo Biffoni                               |                         | Partito Democratico                                               |                                                                   | PD-SEL-FdS-L. civiche                                             | 28 maggio 2014 | 11 giugno 2019 | Elezione 2014 |
|                                                      | Matteo Biffoni                               | PD-DemoS-L. civiche     | Partito Democratico                                               | 11 giugno 2019                                                    | 13 giugno 2024                                                    | Elezione 2019  |                |               |
|                                                      | Ilaria Bugetti                               |                         | Partito Democratico                                               |                                                                   | PD-M5S-AVS-L. civiche                                             | 13 giugno 2024 | 11 luglio 2025 | Elezione 2024 |
|                                                      | Claudio Sammartino (Commissario prefettizio) | –                       | –                                                                 | –                                                                 | –                                                                 | 11 luglio 2025 | in carica      | –             |